# Blanquisme

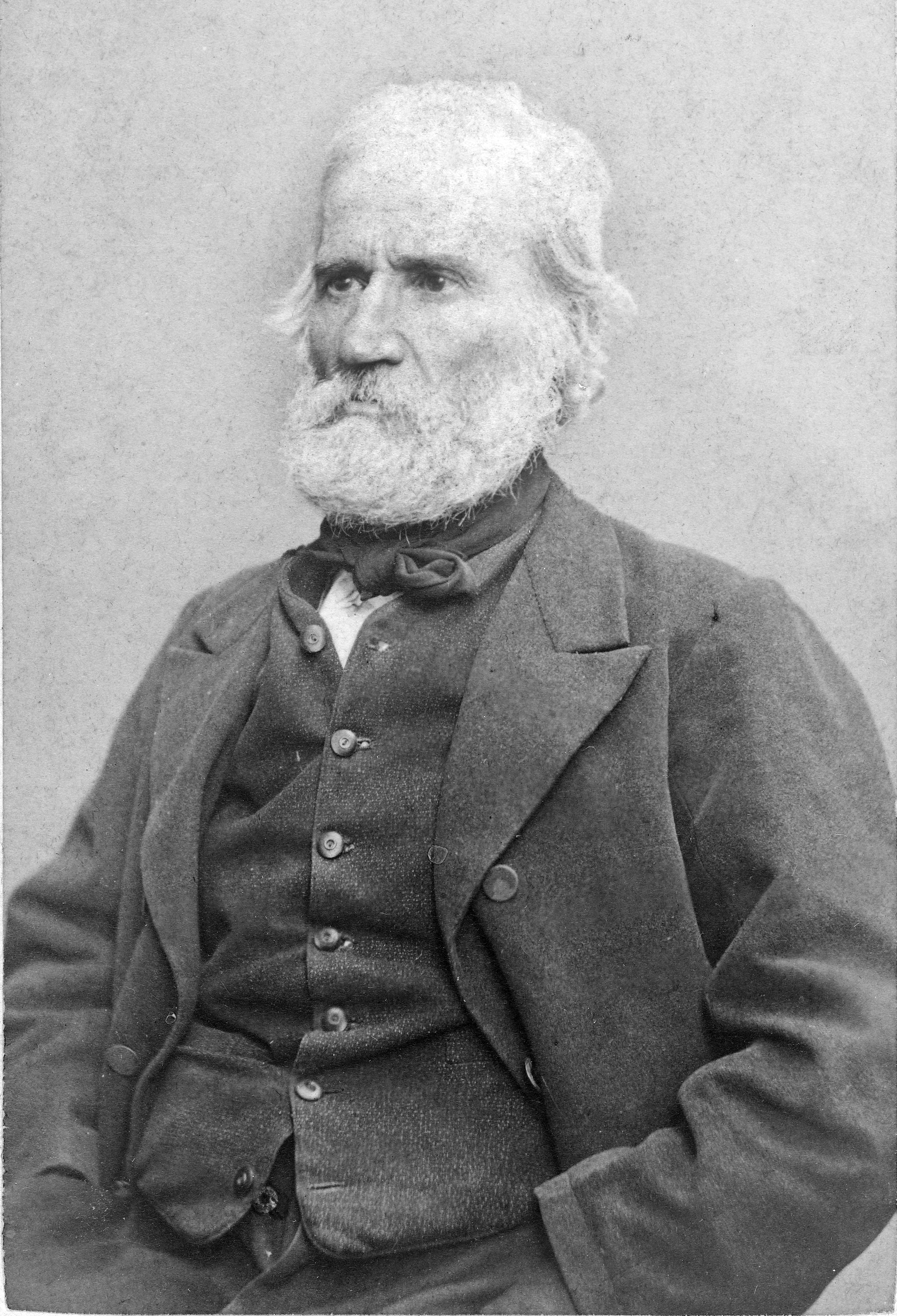
El blanquisme fa referència al concepte de revolució socialista de Louis Auguste Blanqui, a la foto.

Es parla de blanquisme per fer referència a una concepció de revolució socialista, generalment atribuïda al francès Louis Auguste Blanqui, que manté que aquesta hauria de fer-se efectiva per un grup de persones relativament petit però molt organitzat, en forma de conspiració secreta. Un cop assolit el poder de l'estat, aquesta elit podria introduir el socialisme o comunisme. Es considera, doncs, una forma de putschisme (putsch és una paraula alemanya que significa "cop d'estat"), és a dir, des del punt de vista que considera que la revolució hauria de prendre forma de cop d'estat.

## Blanquisme francès alseglexix
A França, després de la Il·lustració, el blanquisme va penetrar fortament entre els intel·lectuals i els estudiants (que aleshores estaven formats per elits) i va mantenir-se vigent durant el segle xix. Es tractà d'un moviment caracteritzat per una fèrria disciplina combativa i revolucionària, doctrinari i activista, primer a favor de la República per, un cop aconseguida aquesta, establir el comunisme a França.

## Ús pejoratiu
En general, fora de França, l'ús del mot "blanquisme" en aquest sentit és rarament utilitzat per a descriure un pensament propi, sinó més aviat per a acusar d'altres de no tenir prou en compte les masses de classe treballadora. Karl Marx, Friedrich Engels i Lenin, entre d'altres, es van cuidar de diferenciar bé la seva pròpia concepció de la revolució del blanquisme. Lenin va criticar obertament el blanquisme, però això no va evitar que alguns consideressin blanquista la seva manera de pensar i actuar.